# Quần đảo Farasan

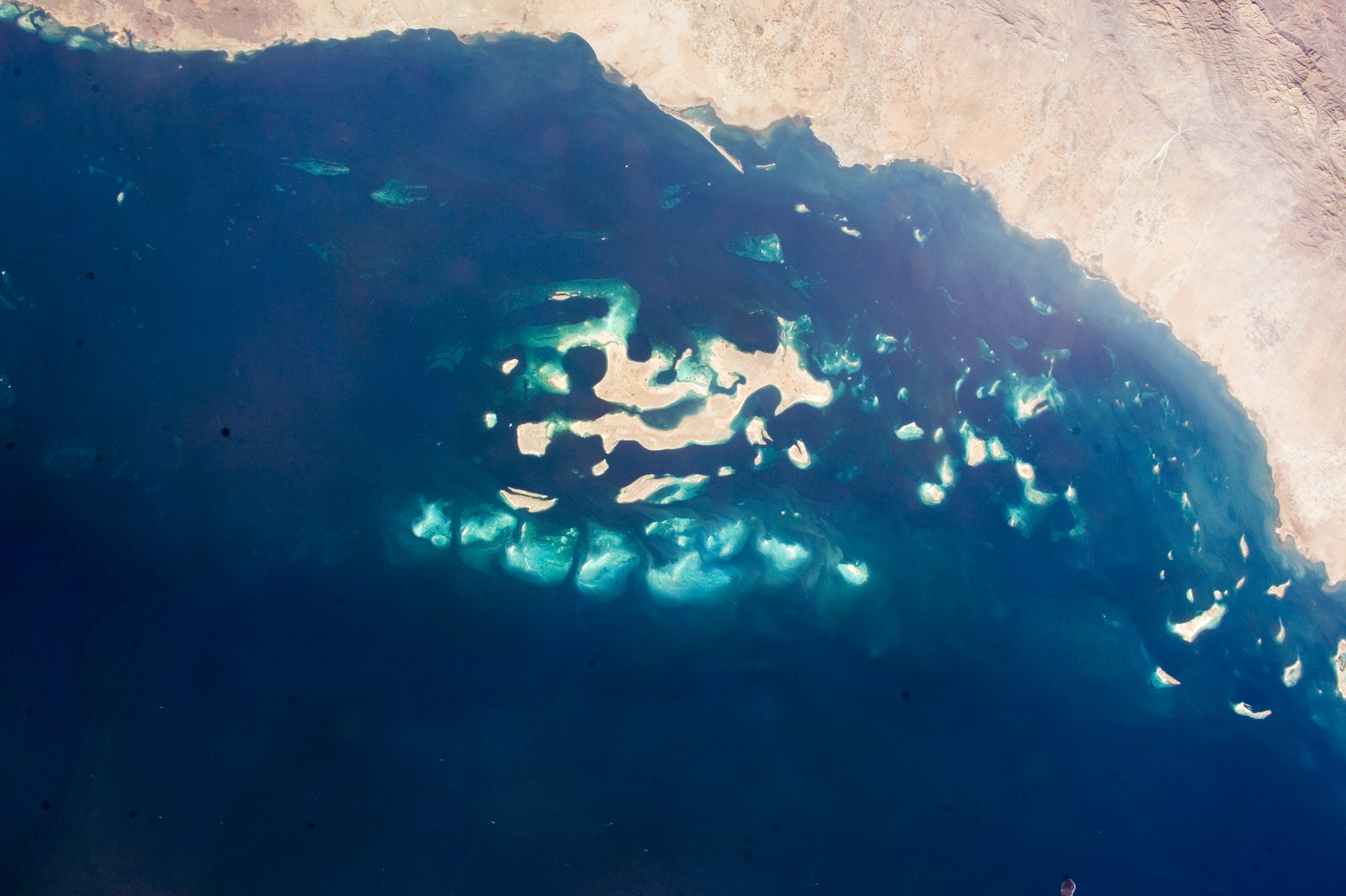
Quần đảo Farasan nhìn từ Trạm vũ trụ quốc tế

Quần đảo Farasan (tiếng Ả Rập: جزر فرسان; phiên âm: Juzur Farasan) là một nhóm đảo san hô ở Biển Đỏ, thuộc Ả Rập Xê Út. Các hòn đảo nằm cách Jizan khoảng 40 km, phía tây nam của đất nước, ở tọa độ 16° 48′N, 41° 54′E; và 16° 48′N, 41° 54′E. Hòn đảo lớn nhất của quần đảo là đảo Farasan; đảo khác bao gồm đảo Sajid và đảo Zufaf.

## Khí hậu
Khí hậu ở quần đảo Farasan được đặc trưng bởi một mùa nóng dài (tháng 4-tháng 10) và một mùa hè ngắn (tháng 11 - tháng 3). Trong thời kỳ khô hạn, nhiệt độ cao thường chiếm ưu thế. Nhiệt độ trung bình hàng năm là 30 °C. Hơn nữa, độ ẩm tương đối trung bình trong mùa đông dao động từ 70% đến 80% và vào mùa hè từ 65% đến 78%. Lượng mưa cao nhất xảy ra vào tháng Tư và lượng mưa thường không thể đoán trước ở phần phía nam của Biển Đỏ.
| Dữ liệu khí hậu của nhóm đảo Farasan                                                  | Dữ liệu khí hậu của nhóm đảo Farasan | Dữ liệu khí hậu của nhóm đảo Farasan | Dữ liệu khí hậu của nhóm đảo Farasan | Dữ liệu khí hậu của nhóm đảo Farasan | Dữ liệu khí hậu của nhóm đảo Farasan | Dữ liệu khí hậu của nhóm đảo Farasan | Dữ liệu khí hậu của nhóm đảo Farasan | Dữ liệu khí hậu của nhóm đảo Farasan | Dữ liệu khí hậu của nhóm đảo Farasan | Dữ liệu khí hậu của nhóm đảo Farasan | Dữ liệu khí hậu của nhóm đảo Farasan | Dữ liệu khí hậu của nhóm đảo Farasan | Dữ liệu khí hậu của nhóm đảo Farasan |
| Tháng                                                                                 | 1                                    | 2                                    | 3                                    | 4                                    | 5                                    | 6                                    | 7                                    | 8                                    | 9                                    | 10                                   | 11                                   | 12                                   | Năm                                  |
| ------------------------------------------------------------------------------------- | ------------------------------------ | ------------------------------------ | ------------------------------------ | ------------------------------------ | ------------------------------------ | ------------------------------------ | ------------------------------------ | ------------------------------------ | ------------------------------------ | ------------------------------------ | ------------------------------------ | ------------------------------------ | ------------------------------------ |
| Trung bình ngày tối đa °C (°F)                                                        | 30 (86)                              | 31 (88)                              | 33 (91)                              | 35 (95)                              | 37 (99)                              | 39 (102)                             | 39 (102)                             | 39 (102)                             | 38 (100)                             | 36 (97)                              | 34 (93)                              | 31 (88)                              | 35 (95)                              |
| Trung bình ngày °C (°F)                                                               | 25.5 (77.9)                          | 26.5 (79.7)                          | 28 (82)                              | 30 (86)                              | 32 (90)                              | 34 (93)                              | 34.5 (94.1)                          | 34 (93)                              | 33 (91)                              | 30.5 (86.9)                          | 28.5 (83.3)                          | 26.5 (79.7)                          | 30.3 (86.4)                          |
| Tối thiểu trung bình ngày °C (°F)                                                     | 21 (70)                              | 22 (72)                              | 23 (73)                              | 25 (77)                              | 27 (81)                              | 29 (84)                              | 30 (86)                              | 29 (84)                              | 28 (82)                              | 25 (77)                              | 23 (73)                              | 22 (72)                              | 25 (78)                              |
| Nguồn: https://www.weather2travel.com/climate-guides/saudi-arabia/farasan-islands.php |                                      |                                      |                                      |                                      |                                      |                                      |                                      |                                      |                                      |                                      |                                      |                                      |                                      |

## Tự nhiên
"Khu bảo tồn biển đảo Farasan" là một khu vực được bảo vệ và là nơi trú ngụ của linh dương Ả Rập tuyệt chủng và vào mùa đông, các loài chim di trú từ châu Âu. động vật đại dương bao gồm cá đuối, cá mập voi, và một số loài rùa biển trong đó có nguy cơ tuyệt chủng và cực kỳ nguy cấp như Đồi mồi dứa và đồi mồi, cá nược, một số loài cá heo và cá voi với vài lần thỉnh thoảng xuất hiện cá voi sát thủ.

## Kinh tế
Trong thế kỷ thứ nhất, các đảo được gọi là Portus Ferresanus. Một dòng chữ Latinh có niên đại từ năm 144 sau Công nguyên đã được tìm thấy trên hòn đảo này để chứng minh việc xây dựng một đồn trú của La Mã. Người ta tin rằng các đảo có thể đã được gắn liền với tỉnh Arabia Felix, trước khi được chuyển đến Aegyptus một thời gian trước năm 144.
Sau khi một kỹ sư người Pháp điều tra các vụ rò rỉ dầu mỏ trên các hòn đảo vào năm 1912, một sự nhượng bộ 75 năm được cấp cho các mỏ dầu ở Biển Đỏ. Vào thời điểm đó, quần đảo Farasan đã được hỗ trợ phát triển ngành công nghiệp đánh cá nhỏ.
Du lịch và câu cá cũng đóng một vai trò trong nền kinh tế. Đảo Farasan được kết nối với cảng Jezan bằng phà.